# Oficina de aduana

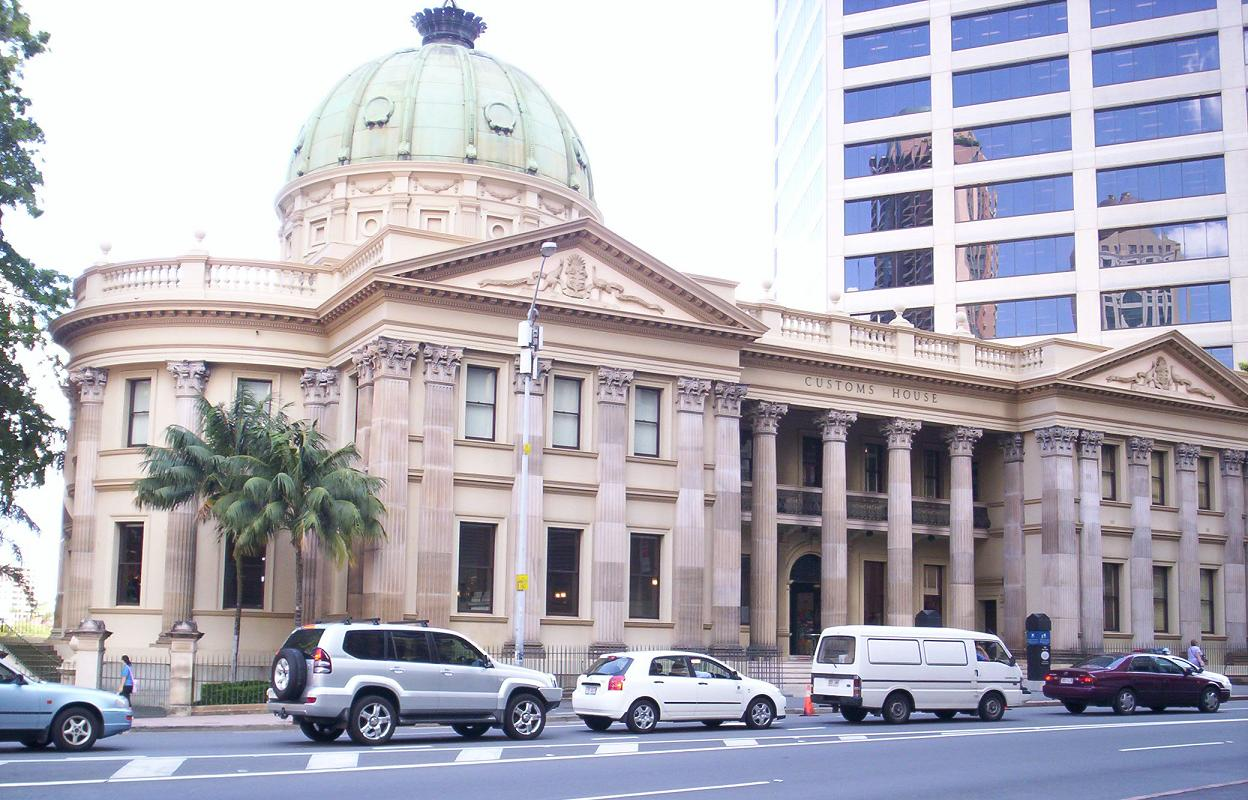
Una casa de aduana en Brisbane, Australia

Una oficina de aduana o aduana era un edificio que albergaba las oficinas para los oficiales gubernamentales que procesaban el papeleo de la importación y exportación de bienes, tanto fuera como dentro de un país. Los oficiales de aduana también recogían impuestos sobre bienes importados.
La oficina de aduana estaba típicamente localizada en un puerto o en una ciudad sobre un río importante que tuviese acceso al océano. Estas ciudades actuaron como puertos de entrada a un país. El gobierno tendría oficiales en dichas localidades con el fin de recoger impuestos y regular el comercio.
Debido a los avances en sistemas eléctricos de información, el incremento en el volumen del comercio y la introducción del transporte aéreo, la oficina de aduana suele ser vista ahora como un anacronismo histórico. Hay muchos ejemplos de edificios alrededor del mundo cuyo uso anterior era como una oficina de aduana pero estos, desde entonces, han sido convertidos para tener otro uso, como museos o edificios cívicos.
Este cambio de uso de estos edificios se puede ver en varios ejemplos de los Estados Unidos: la antigua Casa de Aduanas de los Estados Unidos (en inglés: Alexander Hamilton U.S. Custom House) en Manhattan, Nueva York es hoy el Centro George Gustave Heye, una sede del Museo Nacional de los Indios Americanos; la antigua Casa de Aduanas de los EE. UU. en Nueva Orleans es hoy el Jardín de Mariposas e Insectario Audubon; la antigua aduana de San Francisco es hoy sede local de la Oficina de Aduanas y Protección Fronteriza así como de la Administración del Seguro Social; la aduana de Baltimore funcionaba como una oficina del Sistema de Servicio Selectivo en 1973. En cambio, para 2019, la Oficina de Aduana de La Valeta, Malta aún funcionaba para uso original.
En el Reino Unido, desde 1386, la frase «oficina de aduana» fue reemplazada por el término aduana. Esto sucedió después de que una «oficina de aduana» fuera construida en Wool Wharf en Tower Ward, para albergar solo a los oficiales de la Gran Aduana en Wool y Woolfells. El término oficina de aduana fue igualmente utilizado, a pesar de esto, años después de que la Oficina de aduana albergara a otros oficiales de aduana también.

## Galería

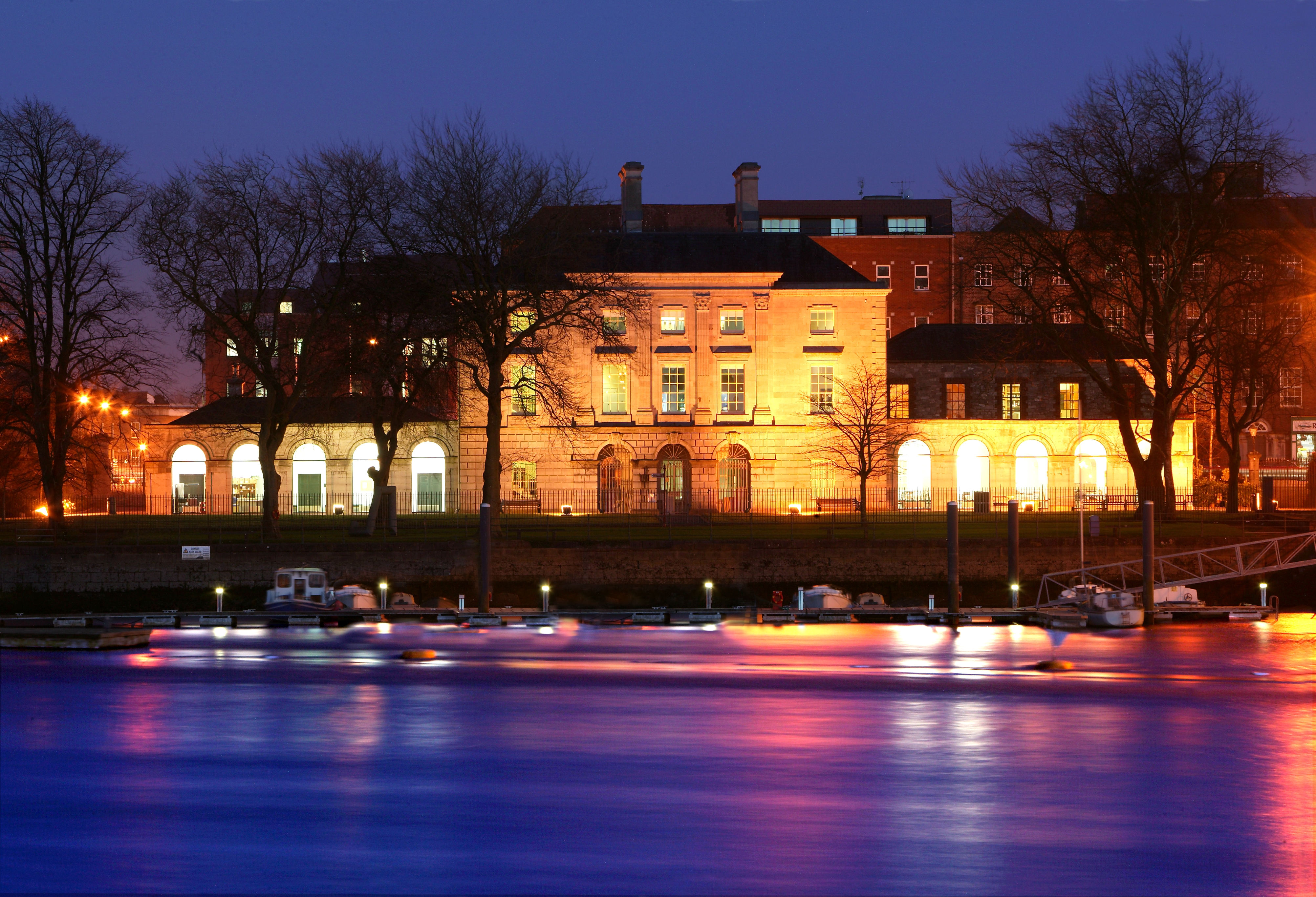
Vista nocturna de la oficina de aduana Limerick, actualmente el hogar del Hunt Museum
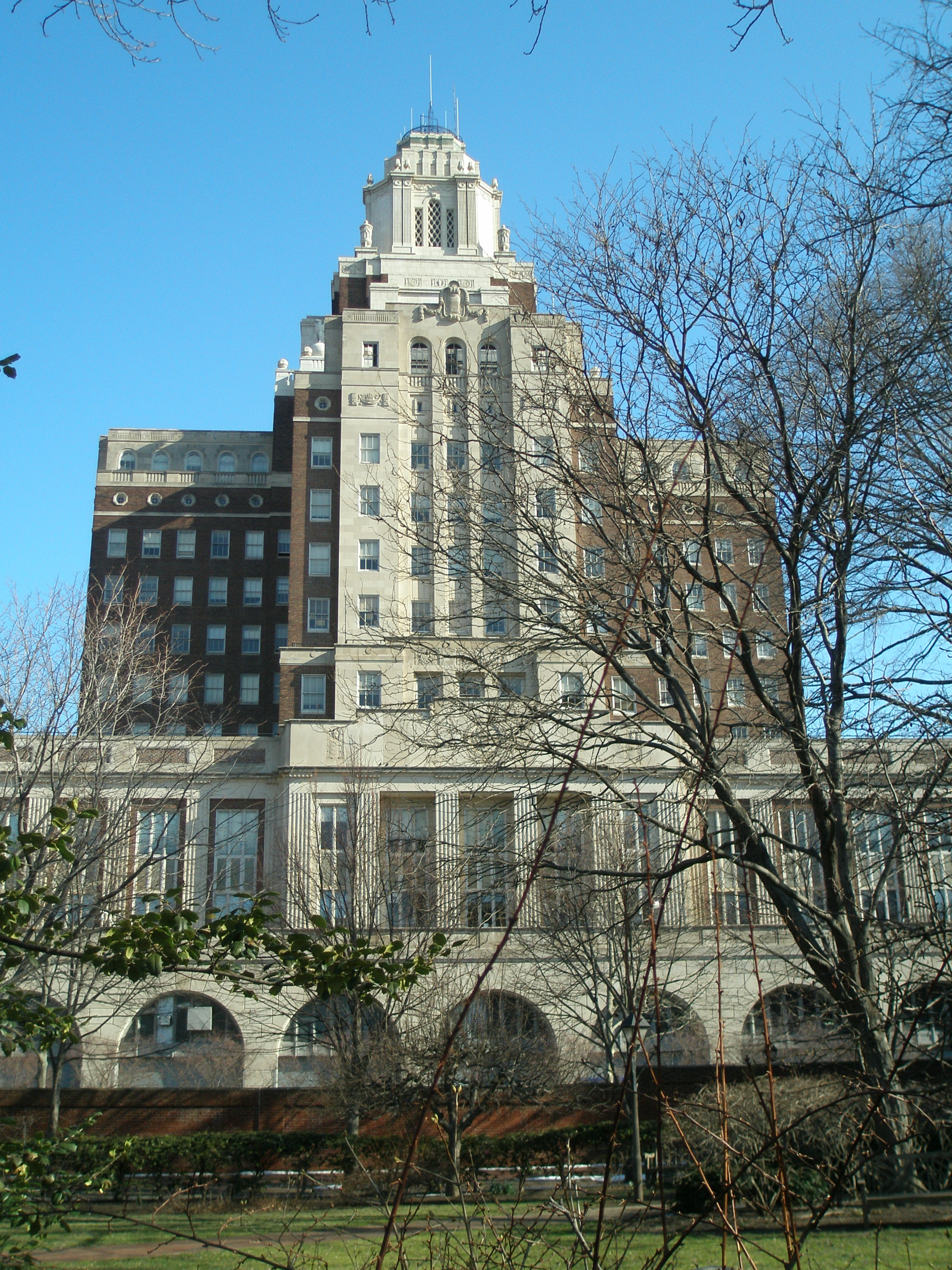
Oficina de aduana de los Estados Unidos (Filadelfia, Pensilvania)
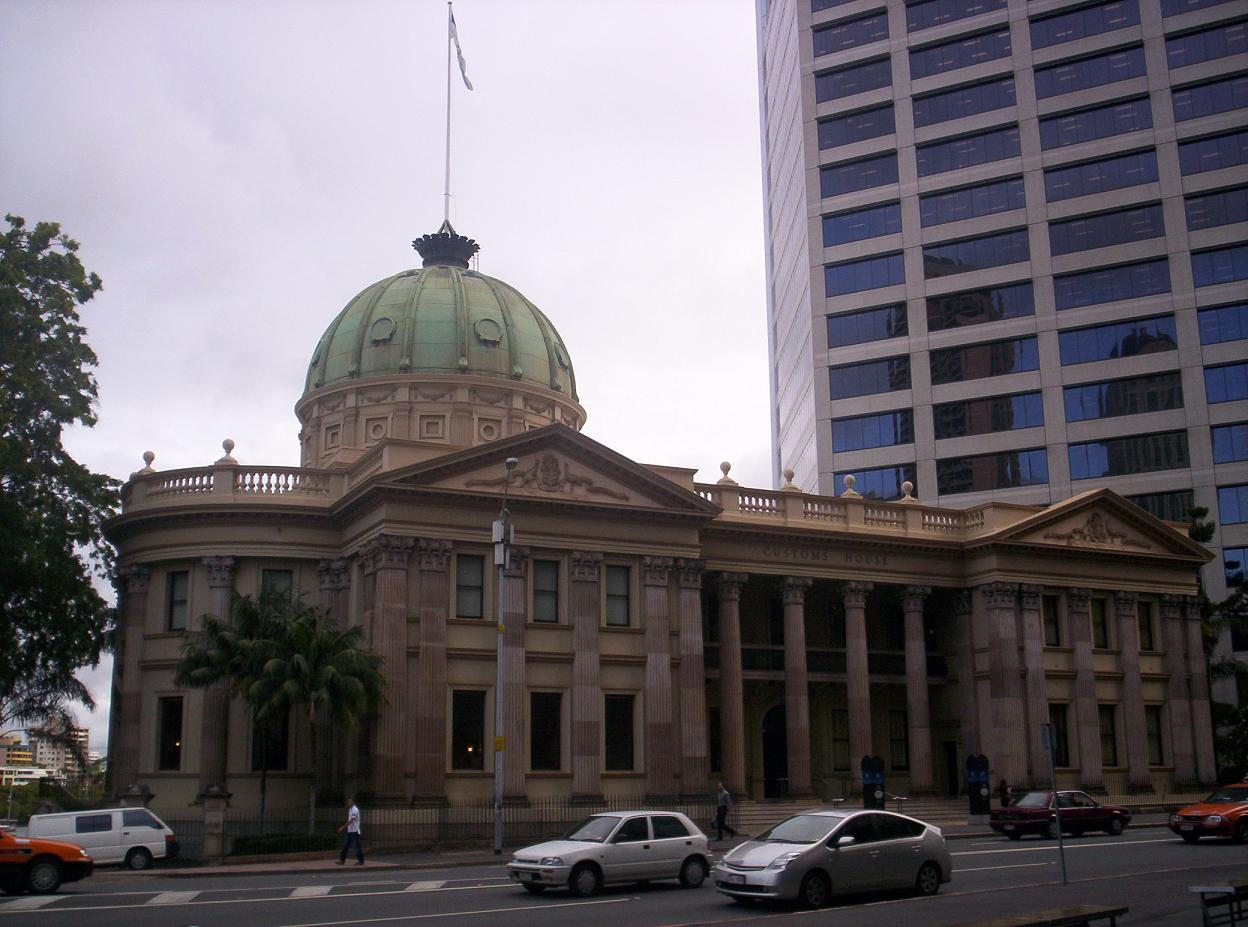
Aduana en Brisbane
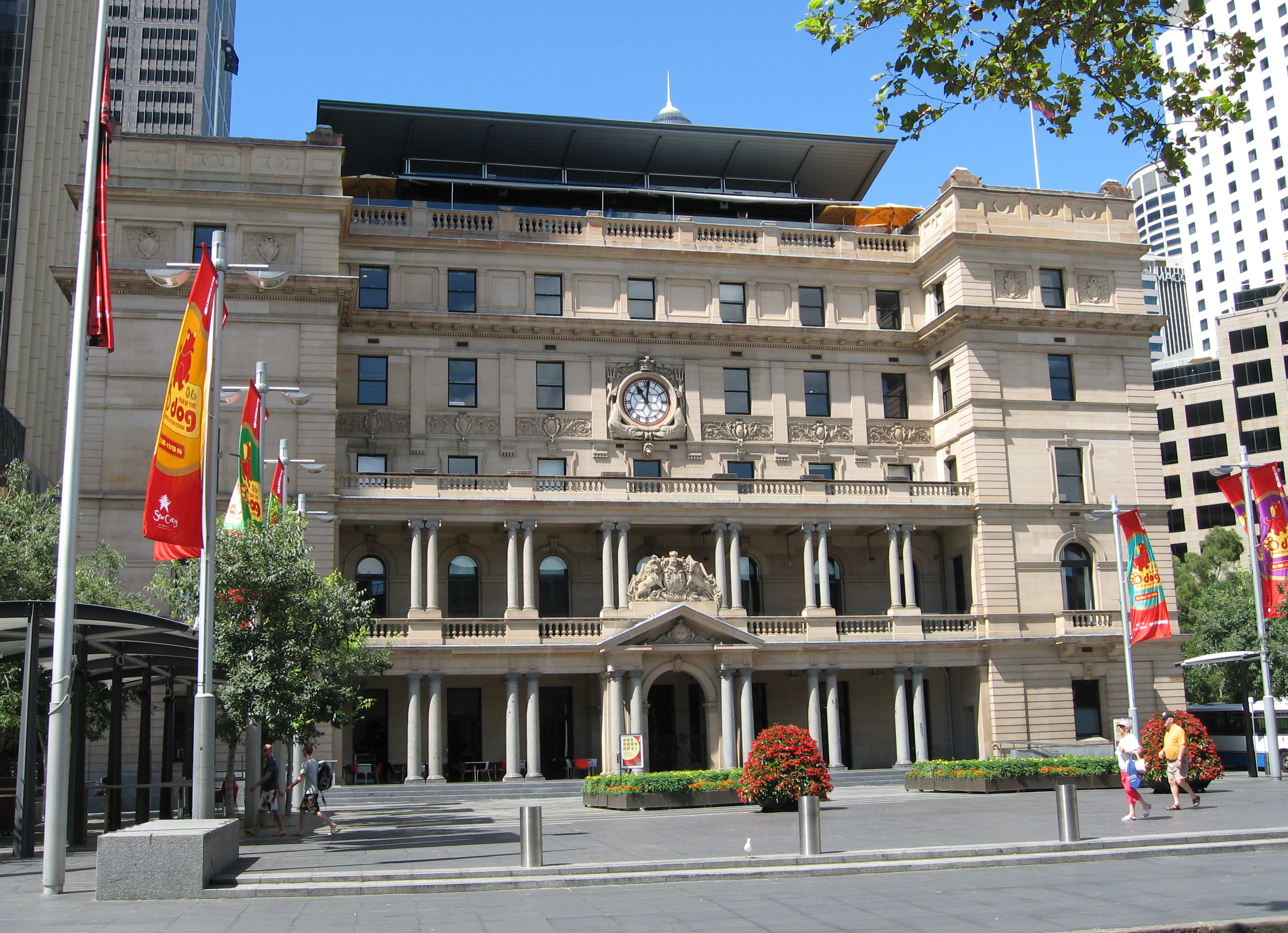
Aduana en Sídney
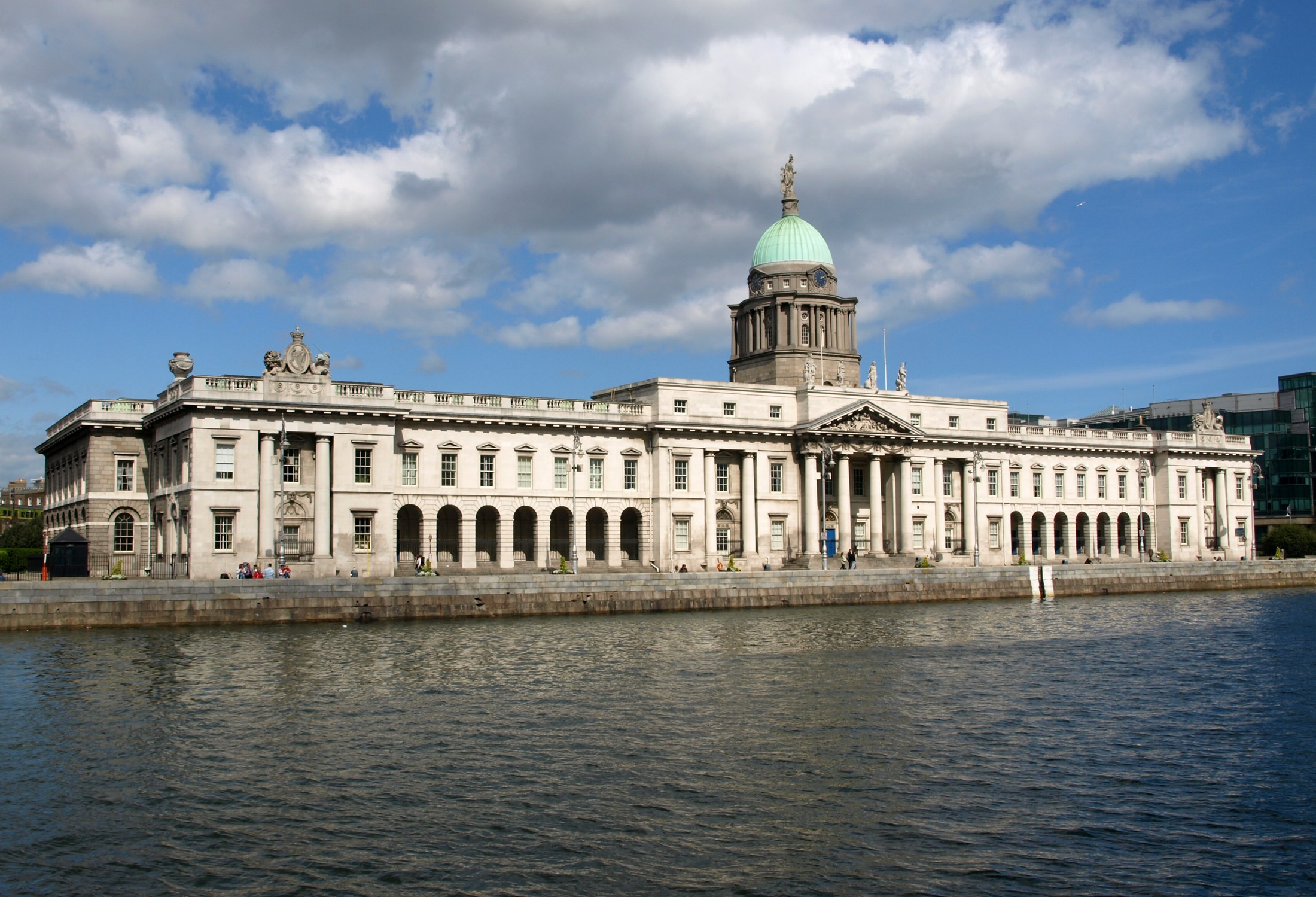
Oficina de aduana en Dublín
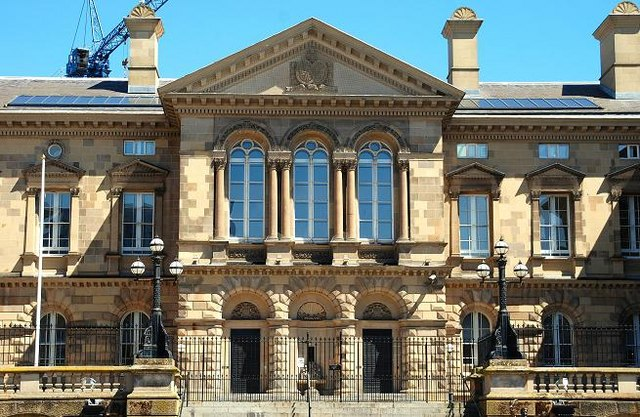
Oficina de aduana en Belfast
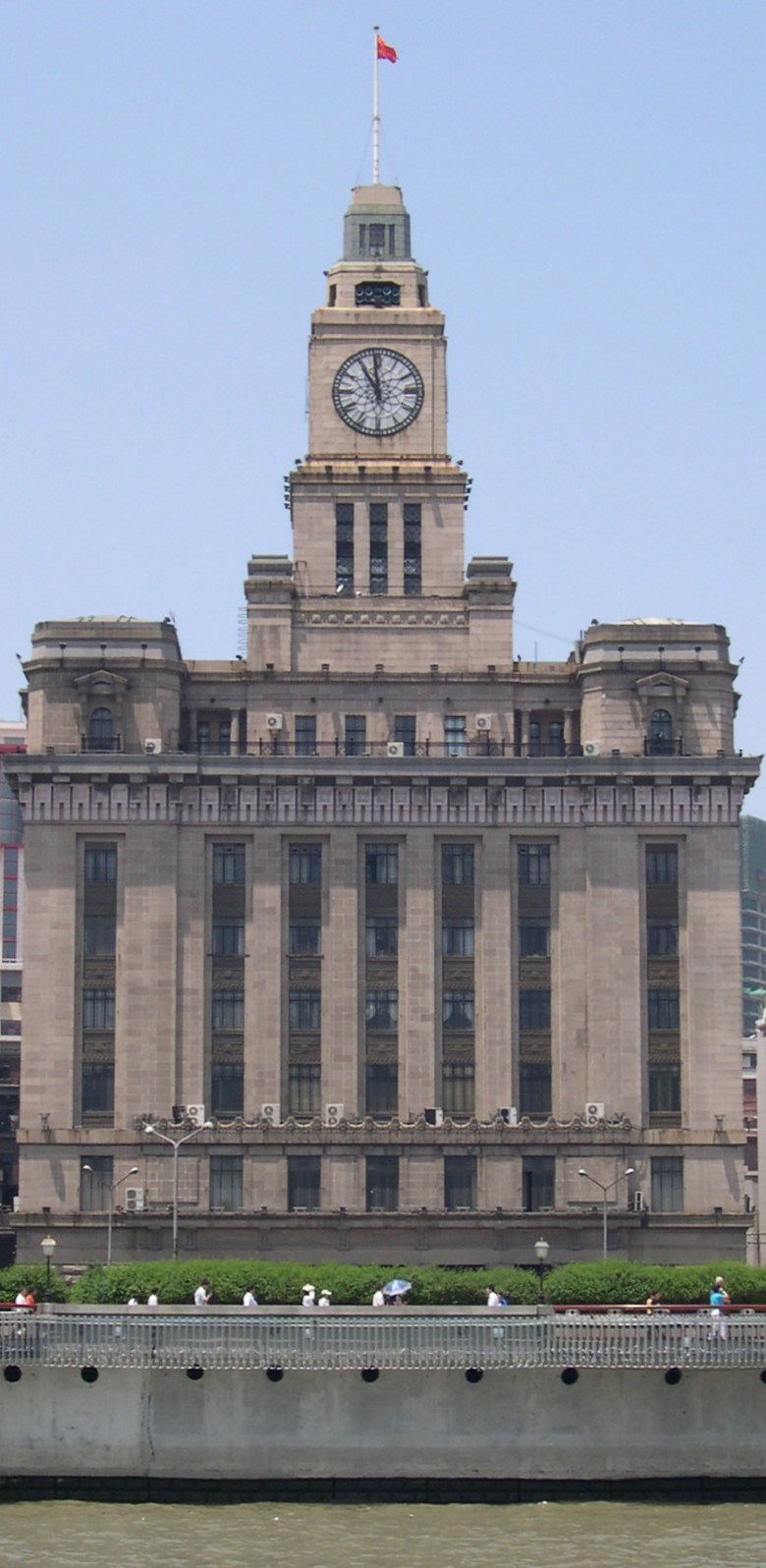
Aduana en Shanghái
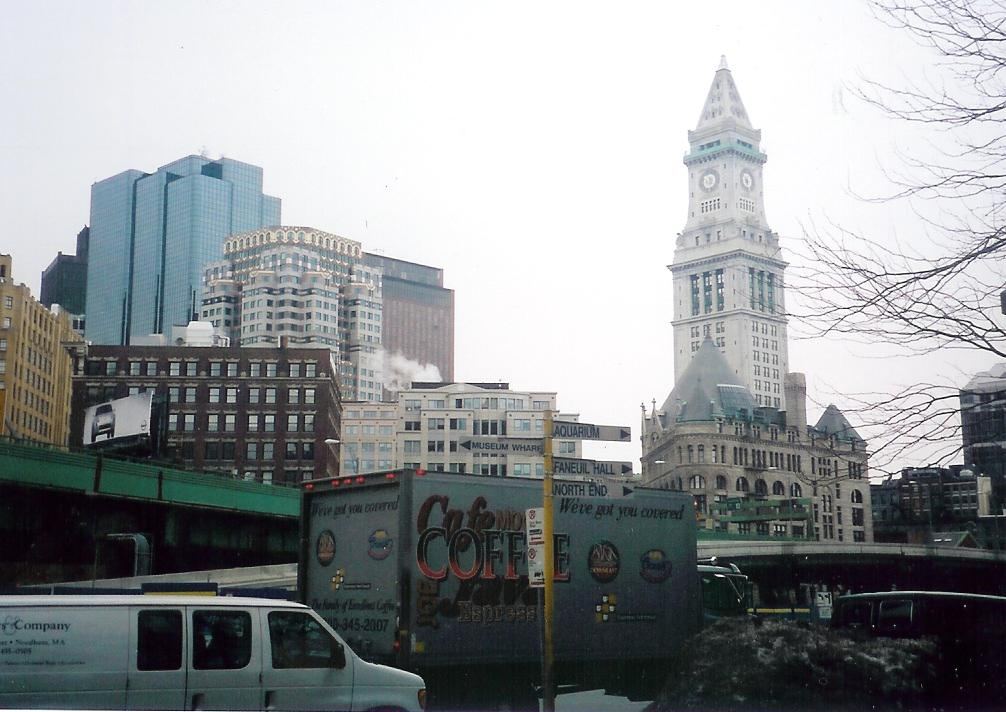
Custom House Tower, Boston
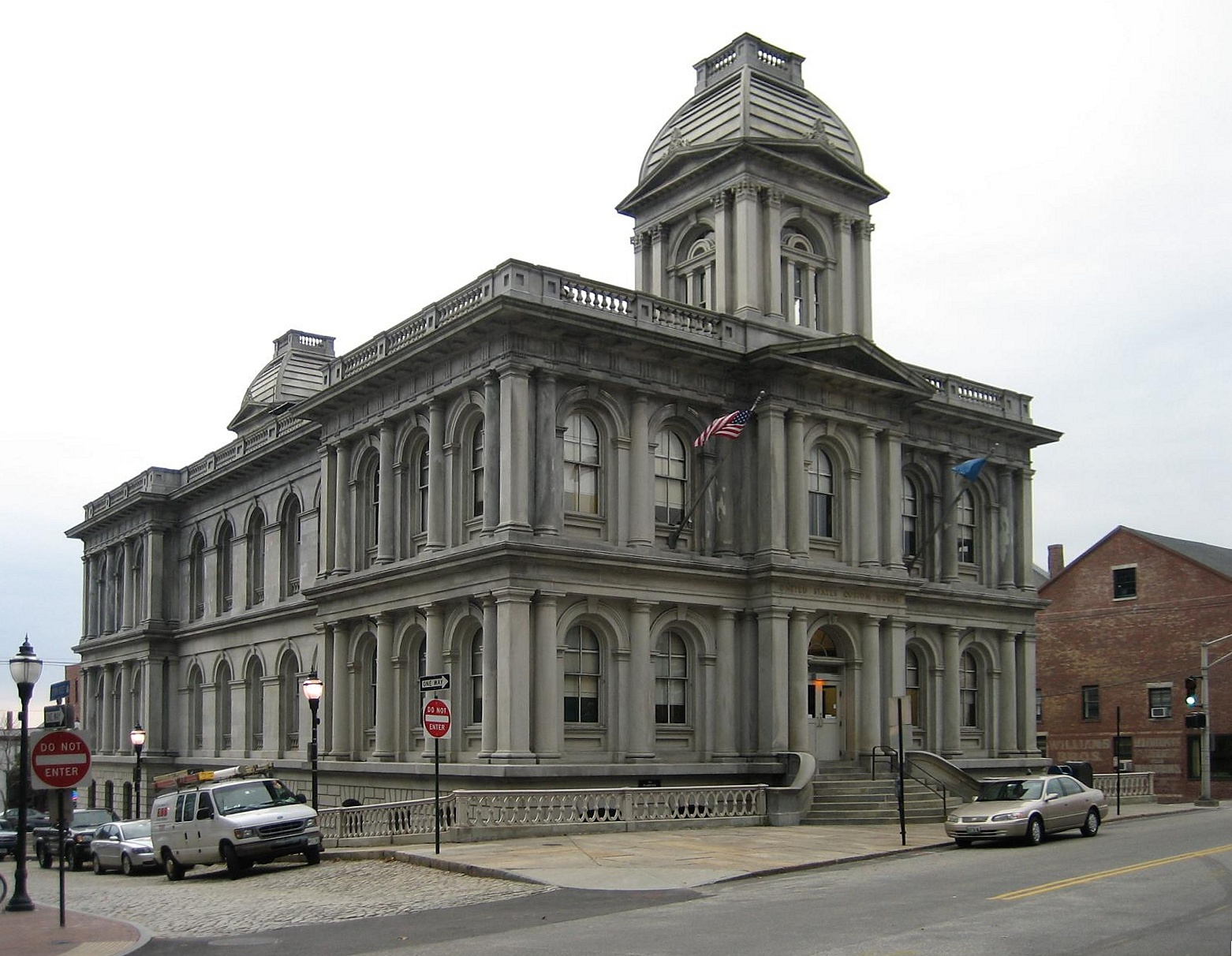
Oficina de aduana en Portland, Maine
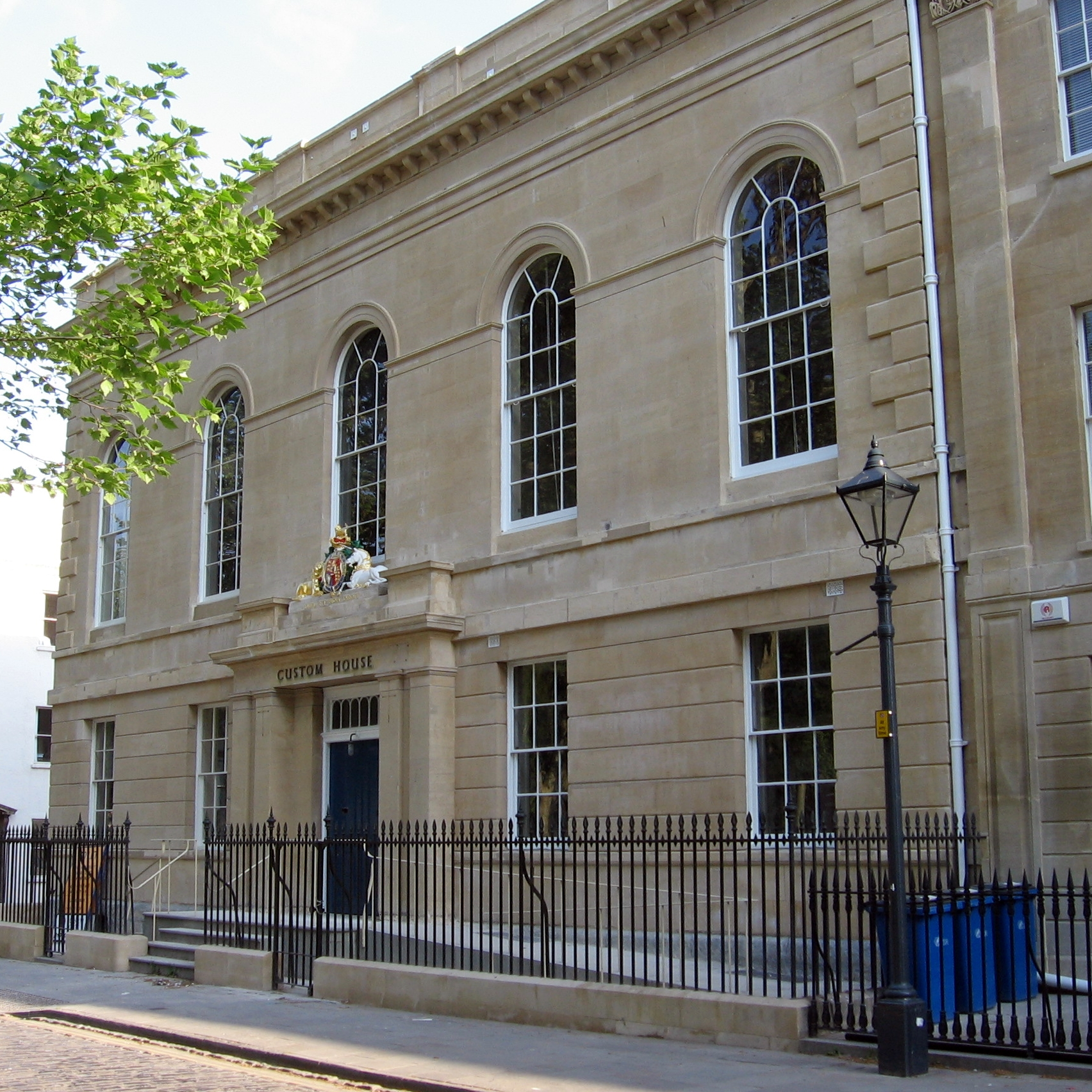
Oficina de aduana en Queen Square, Bristol
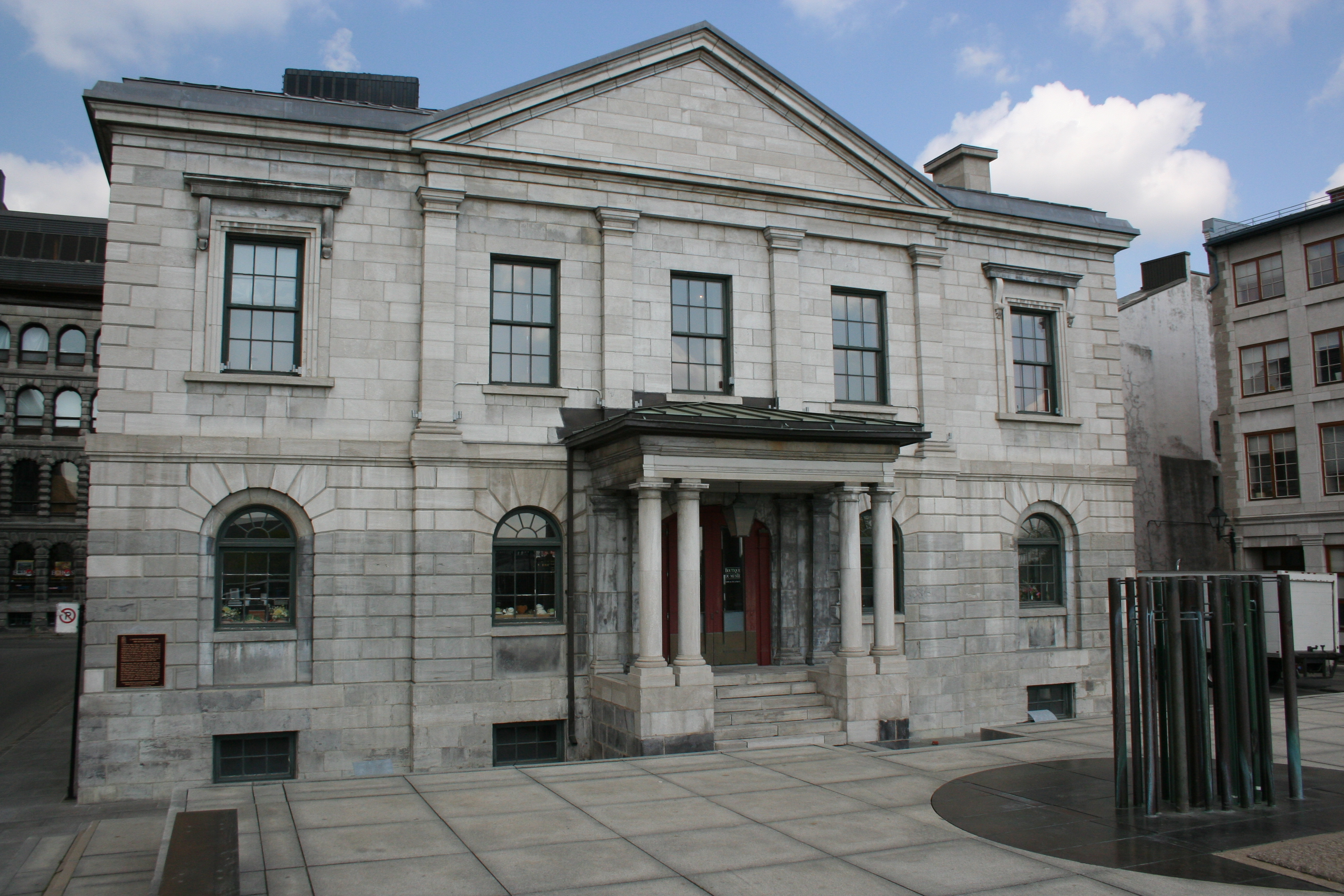
Vieja oficina de aduana en Montreal
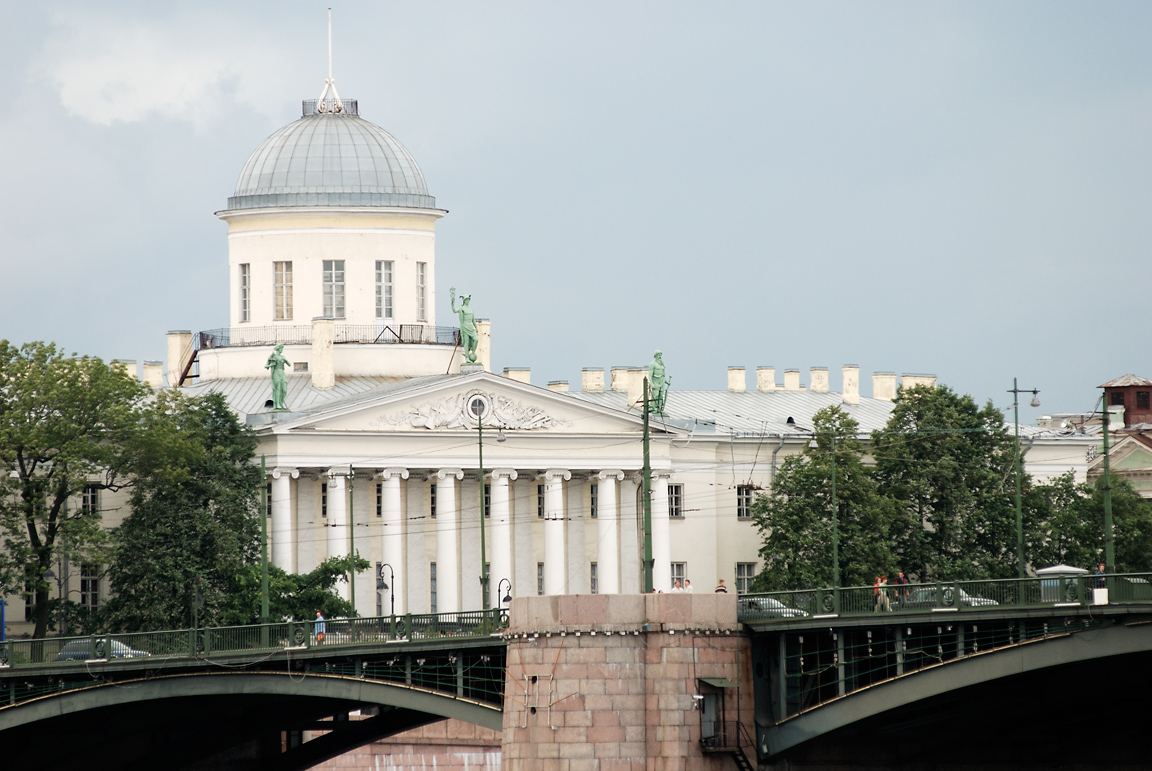
Oficina de aduana en San Petersburgo
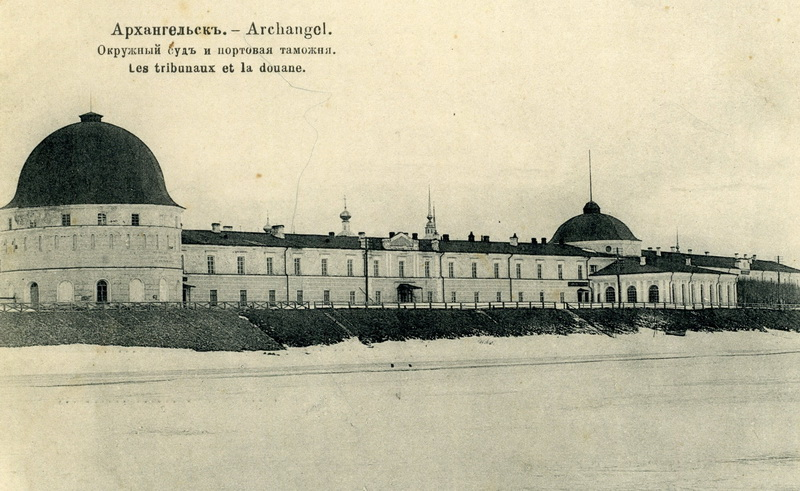
Oficina de aduana en Arkhangelsk
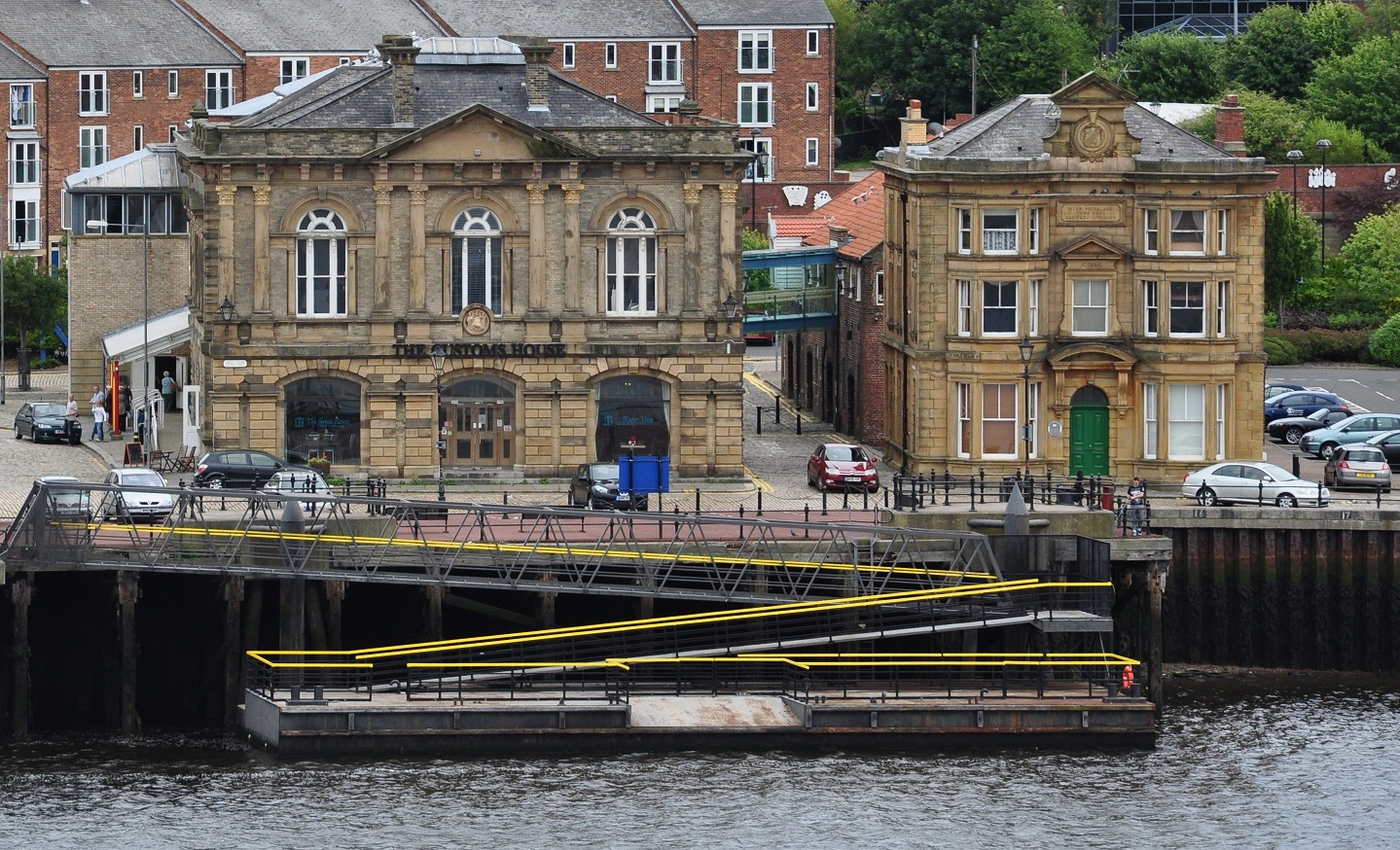
La aduana en South Shields, Reino Unido
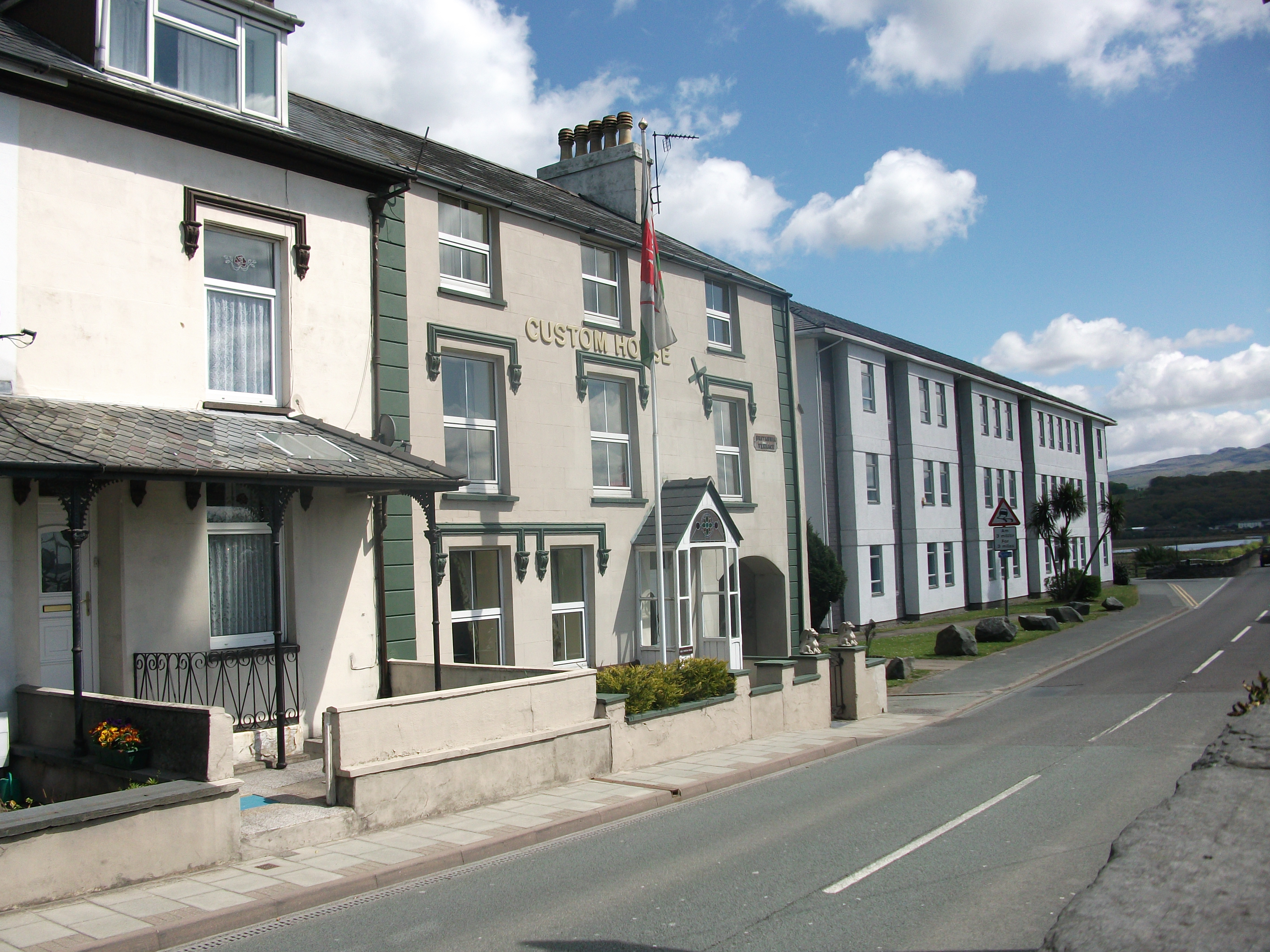
Oficina de aduana, Porthmadog, North Wales
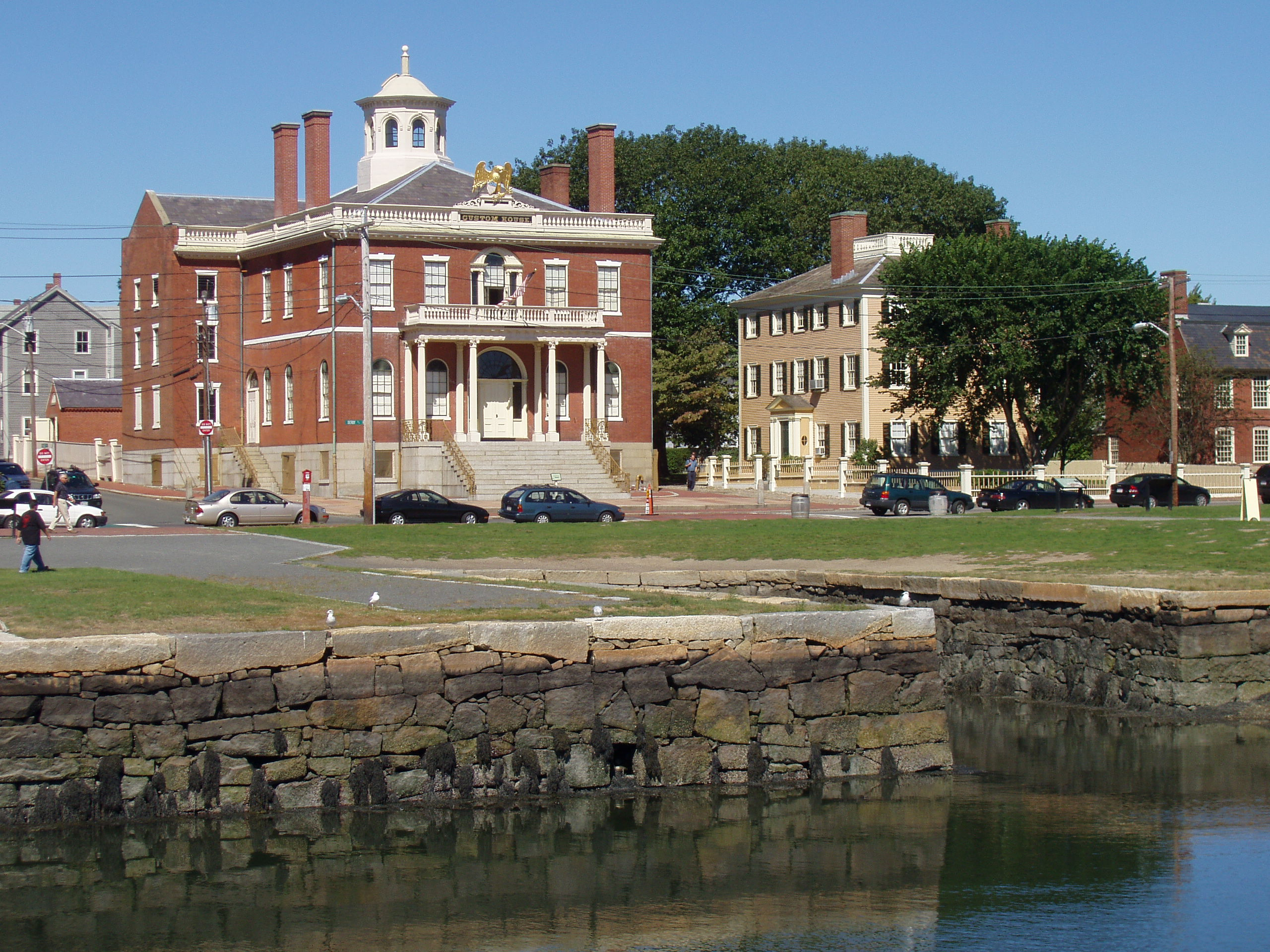
Aduana en el Sitio Nacional Marítimo Histórico en Salem, Massachusetts
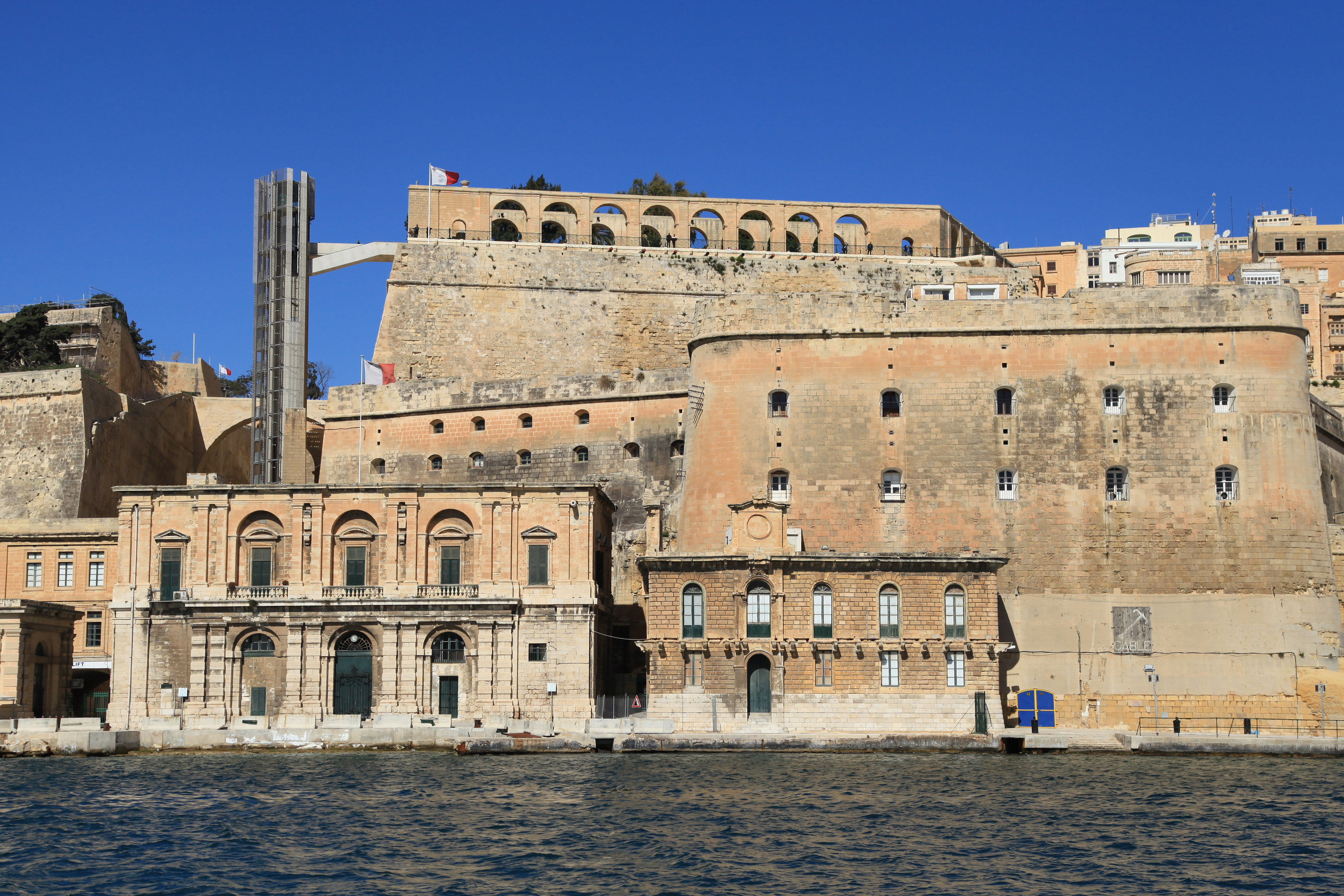
Aduana en La Valeta, Malta